# Scott McGehee

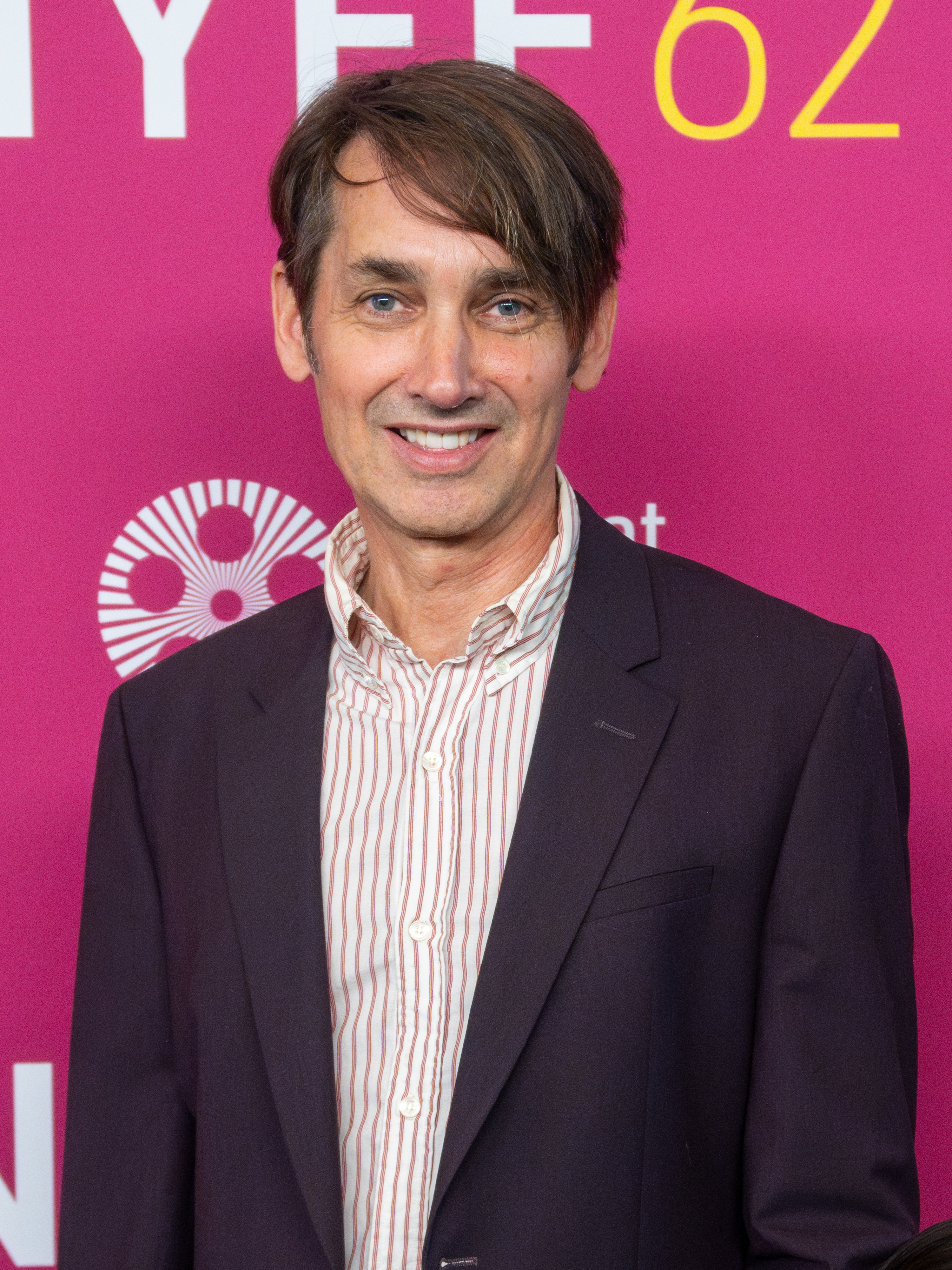
Scott McGehee (2024)

Scott McGehee (* 20. April 1962 in Orange County, Kalifornien) ist ein US-amerikanischer Drehbuchautor und Filmregisseur, der alle Filme zusammen mit seinem Freund David Siegel dreht.

## Werk
Die Filmemacher schufen 1989 und 1990 die Kurzfilme Birds Past und Speak Then Persephone. Schon das abendfüllende Debüt der beiden, Suture, war dann für den Independent Spirit Awards 1995 nominiert und gewann beim Sitges Festival Internacional de Cinema Fantàstic de Catalunya; seither sind sie feste Größen in der Autorenfilmszene. Es folgte Deep End, eine Neuverfilmung von Max Ophüls’ Schweigegeld für Liebesbriefe und Die Buchstabenprinzessin nach einem Roman von Myla Goldberg über ein jüdisches Mädchen, das an Buchstabierwettbewerben teilnimmt. Er bekam aber eher mäßige Kritiken. Auch Uncertainty wurde nicht positiv besprochen, war aber ihr mit Abstand erfolgreichster Streifen. Erst Das Glück der großen Dinge bedeutete den Durchbruch bei der Kritik.

## Filmografie
- 1995: Suture
- 2001: The Deep End – Trügerische Stille
- 2005: Bee Season
- 2008: Uncertainty – Kopf oder Zahl?
- 2012: Das Glück der großen Dinge (What Maisie Knew)
- 2021: Montana Story
- 2024: Loyal Friend